# فهرست قنات‌های شهرستان مشگین‌شهر
جدول زیر بر اساس آمار وزارت جهاد کشاورزی تهیه شده‌است. فهرست زیر قنات‌های شهرستان مشگین‌شهر در استان اردبیل را نشان می‌دهد.
| نام قنات         | موقعیت                           | نزدیک‌ترین روستا | طول قنات (متر) | تعداد میله چاه | عمق مادر چاه | دبی (لیتر بر ثانیه) | سطح زیر کشت (هکتار) |
| ---------------- | -------------------------------- | --------------- | -------------- | -------------- | ------------ | ------------------- | ------------------- |
| آغ بلاغ          | بخشی نامعلوم در شهرستان مشگین‌شهر | روستا نامعلوم   | ۲۵۰            | ۱۰             | ۸            | ۳                   | ۵۰                  |
| احمد کهریزی      | بخشی نامعلوم در شهرستان مشگین‌شهر | روستا نامعلوم   | ۱۵۰            | ۹              | ۷            | ۰٫۵                 | ۱۰                  |
| ادی بیوک         | بخشی نامعلوم در شهرستان مشگین‌شهر | روستا نامعلوم   | ۷۰             | ۵              | ۴            | ۱                   | ۲                   |
| اسمعلی کهریزی    | بخشی نامعلوم در شهرستان مشگین‌شهر | روستا نامعلوم   | ۱۵۰            | ۹              | ۷            | ۰٫۵                 | ۵                   |
| اشیریم باغی      | بخشی نامعلوم در شهرستان مشگین‌شهر | روستا نامعلوم   | ۲۵۰            | ۸              | ۶            | ۰٫۵                 | ۱۵                  |
| باقرداش          | بخشی نامعلوم در شهرستان مشگین‌شهر | روستا نامعلوم   | ۶۰۰            | ۵۰             | ۷            | ۱                   | ۷                   |
| بلویاماجی        | بخشی نامعلوم در شهرستان مشگین‌شهر | روستا نامعلوم   | ۳۵۰            | ۱۲             | ۴٫۵          | ۰٫۵                 | ۱۵                  |
| بنوکهریزی        | بخشی نامعلوم در شهرستان مشگین‌شهر | لمیر            | ۵۰۰            | ۴۰             | ۷            | ۶                   | ۶۰                  |
| تازه کهریزی      | بخشی نامعلوم در شهرستان مشگین‌شهر | روستا نامعلوم   | ۲۰۰            | ۲۰             | ۷            | ۲٫۵                 | ۳۰                  |
| تعمیزباش         | بخشی نامعلوم در شهرستان مشگین‌شهر | روستا نامعلوم   | ۱۵۰            | ۴              | ۶            | ۰٫۵                 | ۲۰                  |
| جودست کهریزی     | بخشی نامعلوم در شهرستان مشگین‌شهر | روستا نامعلوم   | ۳۰۰            | ۲۰             | ۴٫۵          | ۵                   | ۲۰                  |
| جیران درسی       | بخشی نامعلوم در شهرستان مشگین‌شهر | روستا نامعلوم   | ۳۵۰            | ۱۲             | ۵            | ۱                   | ۳۰                  |
| حاج کهریزی       | بخشی نامعلوم در شهرستان مشگین‌شهر | روستا نامعلوم   | ۳۵۰            | ۴۰             | ۵            | ۳۰                  | ۱۵                  |
| حاجی کهریزی      | بخش مشکین شرقی شهرستان مشگین‌شهر  | ارجق            | ۲۵۰            | ۶              | ۷            | ۱                   | ۲۰                  |
| حبیب اله گلی     | بخشی نامعلوم در شهرستان مشگین‌شهر | روستا نامعلوم   | ۲۵۰            | ۷              | ۶            | ۰٫۵                 | ۵۰                  |
| داش بلاغ         | بخشی نامعلوم در شهرستان مشگین‌شهر | شیخلو           | ۳۰۰            | ۲۰             | ۵            | ۰٫۵                 | ۳۰                  |
| دره کهریزی       | بخشی نامعلوم در شهرستان مشگین‌شهر | روستا نامعلوم   | ۱۵۰            | ۴              | ۷            | ۰٫۵                 | ۵                   |
| زیرزمین          | بخشی نامعلوم در شهرستان مشگین‌شهر | زیرزمین         | ۱۶۰            | ۸              | ۳            | ۴                   | ۳۰۰                 |
| ساوجبلاغ         | بخشی نامعلوم در شهرستان مشگین‌شهر | ساوجبلاغ        | ۳۰۰            | ۰              | ۰            | ۵                   | ۹۰                  |
| سیدجعفرلو        | بخش مرادلو شهرستان مشگین‌شهر      | سیدجعفرلو       | ۱٫۵            | ۲۷             | ۴            | ۱۲                  | ۲۸                  |
| سیدقهرمانلو      | بخش مرادلو شهرستان مشگین‌شهر      | سیدقهرمانلو     | ۲۵۰۰           | ۲۸             | ۳            | ۱۰                  | ۱۵                  |
| سیدلرکهریزی      | بخشی نامعلوم در شهرستان مشگین‌شهر | روستا نامعلوم   | ۳۰۰            | ۱۵             | ۷            | ۱٫۵                 | ۲۰                  |
| صمدبهنژاد        | بخشی نامعلوم در شهرستان مشگین‌شهر | روستا نامعلوم   | ۱۰۰            | ۱۵             | ۶            | ۱                   | ۱۲                  |
| علی‌آباد کهریزی   | بخشی نامعلوم در شهرستان مشگین‌شهر | علی‌آباد         | ۷۰۰            | ۳۰             | ۶            | ۵                   | ۴۵                  |
| عیس کهریزی       | بخشی نامعلوم در شهرستان مشگین‌شهر | روستا نامعلوم   | ۳۰۰            | ۱۲             | ۶            | ۰٫۵                 | ۱۰                  |
| فخرآباد یولی     | بخش مشکین شرقی شهرستان مشگین‌شهر  | دره بیگلو       | ۱۵۰            | ۱۰             | ۷            | ۱                   | ۱۰                  |
| قالخور           | بخشی نامعلوم در شهرستان مشگین‌شهر | روستا نامعلوم   | ۳۸۰            | ۱۹             | ۴            | ۱                   | ۵۰                  |
| قره گل           | بخش مرادلو شهرستان مشگین‌شهر      | قره گل          | ۲۰۰۰           | ۲۹             | ۳            | ۱۱                  | ۳۵                  |
| قورتلو           | بخشی نامعلوم در شهرستان مشگین‌شهر | قورتلو          | ۲۰۰۰           | ۱۶             | ۲٫۵          | ۱۵                  | ۴۵                  |
| قوشه کهریزی      | بخشی نامعلوم در شهرستان مشگین‌شهر | میرعلیلو        | ۳۵۰            | ۲۵             | ۷            | ۶                   | ۴۵                  |
| مالک کهریزی      | بخشی نامعلوم در شهرستان مشگین‌شهر | روستا نامعلوم   | ۱۰۰۰           | ۱۰۰            | ۹            | ۱                   | ۱۵۰                 |
| محرم کهریزی      | بخشی نامعلوم در شهرستان مشگین‌شهر | روستا نامعلوم   | ۲۵۰            | ۱۵             | ۶            | ۱                   | ۱۰                  |
| مشهدرضا کهریزی   | بخشی نامعلوم در شهرستان مشگین‌شهر | روستا نامعلوم   | ۱۵۰            | ۹              | ۷            | ۰٫۵                 | ۵                   |
| مصطفی بلاغی      | بخشی نامعلوم در شهرستان مشگین‌شهر | روستا نامعلوم   | ۴۵۰            | ۵۰             | ۷            | ۰٫۵                 | ۷                   |
| ملابلاغی         | بخشی نامعلوم در شهرستان مشگین‌شهر | روستا نامعلوم   | ۲۵۰            | ۱۰             | ۷            | ۰٫۵                 | ۷                   |
| ممغان            | بخشی نامعلوم در شهرستان مشگین‌شهر | روستا نامعلوم   | ۵۰۰            | ۶۰             | ۸            | ۱                   | ۳۵                  |
| میراشرف کهریزی   | بخشی نامعلوم در شهرستان مشگین‌شهر | فخرآباد         | ۳۵۰            | ۳۵             | ۷            | ۱                   | ۳۰                  |
| نام قنات نامعلوم | بخش ارشق شهرستان مشگین‌شهر        | الماس سفلی      | ۶۰۰            | ۲۳             | ۷            | ۵                   | ۵۰                  |
| نام قنات نامعلوم | بخشی نامعلوم در شهرستان مشگین‌شهر | کچی بلاغی       | ۱۵۰            | ۵              | ۶            | ۰٫۶۹۹۹۹۹۹۸۸۰۷۹۰۷۱   | ۸                   |
| نام قنات نامعلوم | بخشی نامعلوم در شهرستان مشگین‌شهر | حاج سنلو        | ۲۰۰            | ۱۱             | ۷            | ۰٫۵                 | ۳                   |
| نام قنات نامعلوم | بخشی نامعلوم در شهرستان مشگین‌شهر | اقابیگلو        | ۸۰             | ۸              | ۲            | ۰٫۶۰۰۰۰۰۰۲۳۸۴۱۸۵۸   | ۲                   |
| نام قنات نامعلوم | بخشی نامعلوم در شهرستان مشگین‌شهر | عباس درسی       | ۳۰۰            | ۱۲             | ۶            | ۱                   | ۲                   |
| نام قنات نامعلوم | بخشی نامعلوم در شهرستان مشگین‌شهر | کلی سفلی        | ۲۰۰            | ۷              | ۷            | ۴                   | ۱۲                  |
| نام قنات نامعلوم | بخش ارشق شهرستان مشگین‌شهر        | قوشه علیا       | ۴۰۰            | ۲۳             | ۷            | ۱۴                  | ۵۰                  |
| نام قنات نامعلوم | بخشی نامعلوم در شهرستان مشگین‌شهر | قره ولیلو       | ۵۰۰            | ۱۵             | ۶            | ۱                   | ۷                   |
| نام قنات نامعلوم | بخشی نامعلوم در شهرستان مشگین‌شهر | دره بیگلو       | ۲۰۰            | ۷              | ۱۰           | ۲٫۵                 | ۸                   |
| نام قنات نامعلوم | بخشی نامعلوم در شهرستان مشگین‌شهر | روستا نامعلوم   | ۲۰۰            | ۹              | ۹            | ۲٫۵                 | ۱۰                  |
| نام قنات نامعلوم | بخشی نامعلوم در شهرستان مشگین‌شهر | شیخ محمدلو      | ۳۰۰            | ۲۰             | ۷            | ۳                   | ۱۵                  |
| نام قنات نامعلوم | بخشی نامعلوم در شهرستان مشگین‌شهر | روستا نامعلوم   | ۴۰۰            | ۶۰             | ۴            | ۳۷                  | ۲۰۰                 |
| نام قنات نامعلوم | بخشی نامعلوم در شهرستان مشگین‌شهر | گده کهریز       | ۲۰۰            | ۴۰             | ۳            | ۱                   | ۲۵                  |
| نام قنات نامعلوم | بخشی نامعلوم در شهرستان مشگین‌شهر | روستا نامعلوم   | ۲۵۰            | ۰              | ۳            | ۴                   | ۰                   |
| نام قنات نامعلوم | بخشی نامعلوم در شهرستان مشگین‌شهر | روستا نامعلوم   | ۲۵۰            | ۱۰             | ۵            | ۲                   | ۱۵                  |
| نام قنات نامعلوم | بخشی نامعلوم در شهرستان مشگین‌شهر | قره فهیم        | ۵۰۰            | ۱۵             | ۴            | ۳٫۵                 | ۱۵                  |
| نام قنات نامعلوم | بخشی نامعلوم در شهرستان مشگین‌شهر | قره چی علیا     | ۶۰۰            | ۱۵             | ۷            | ۲                   | ۵۰                  |
| نام قنات نامعلوم | بخشی نامعلوم در شهرستان مشگین‌شهر | قره چی سفلی     | ۳۰۰            | ۱۵             | ۷            | ۳                   | ۱۲                  |
| نام قنات نامعلوم | بخشی نامعلوم در شهرستان مشگین‌شهر | شیخ عظیم لو     | ۵۵             | ۲۹             | ۸            | ۵                   | ۱۰                  |
| نام قنات نامعلوم | بخشی نامعلوم در شهرستان مشگین‌شهر | الماس علیا      | ۸۰۰            | ۳۰             | ۱۵           | ۱                   | ۱۰                  |
| نام قنات نامعلوم | بخشی نامعلوم در شهرستان مشگین‌شهر | عالی کهریزی     | ۱۶۰            | ۹              | ۸            | ۱۲                  | ۵۰                  |
| نام قنات نامعلوم | بخشی نامعلوم در شهرستان مشگین‌شهر | روستا نامعلوم   | ۲۵۰            | ۹              | ۶            | ۲                   | ۱۲                  |
| نام قنات نامعلوم | بخشی نامعلوم در شهرستان مشگین‌شهر | دوچی علیا       | ۶۰۰            | ۵۱             | ۴            | ۱۴                  | ۱۵                  |
| نام قنات نامعلوم | بخشی نامعلوم در شهرستان مشگین‌شهر | عاملو           | ۲۶             | ۱۸             | ۰            | ۶                   | ۲۵                  |
| هاشم کهریزی      | بخشی نامعلوم در شهرستان مشگین‌شهر | روستا نامعلوم   | ۳۵۰            | ۴۰             | ۷            | ۱                   | ۵۰                  |
| هلی              | بخشی نامعلوم در شهرستان مشگین‌شهر | روستا نامعلوم   | ۲۹۰            | ۱۱             | ۵            | ۵                   | ۱۰۰                 |
| پاشا موسی زاده   | بخشی نامعلوم در شهرستان مشگین‌شهر | جبدرق           | ۶۰             | ۳              | ۴            | ۳                   | ۱۵                  |
| چای گولی         | بخشی نامعلوم در شهرستان مشگین‌شهر | روستا نامعلوم   | ۲۰۰            | ۱۰             | ۷            | ۲٫۵                 | ۵۰                  |
| چمن کهریزی       | بخشی نامعلوم در شهرستان مشگین‌شهر | لحاق            | ۳۵۰            | ۶۰             | ۷            | ۱                   | ۳۵                  |
| چپقان یولی       | بخشی نامعلوم در شهرستان مشگین‌شهر | روستا نامعلوم   | ۳۵۰            | ۲۵             | ۶            | ۳٫۵                 | ۲۵                  |
| کدبلاغی          | بخشی نامعلوم در شهرستان مشگین‌شهر | پیرازمیان       | ۳۵۰            | ۱۳             | ۷            | ۲٫۵                 | ۵۰                  |
| کدبلاغی          | بخشی نامعلوم در شهرستان مشگین‌شهر | ارجق            | ۱۵۰            | ۵              | ۶            | ۲                   | ۳۰                  |
| کدبلاغی          | بخشی نامعلوم در شهرستان مشگین‌شهر | چپقان           | ۴۵۰            | ۵۰             | ۹            | ۱٫۵                 | ۴۰                  |
| کدبلاغی          | بخشی نامعلوم در شهرستان مشگین‌شهر | روستا نامعلوم   | ۴۵۰            | ۵۰             | ۶            | ۱٫۵                 | ۱۵                  |
| کریم کهریزی      | بخشی نامعلوم در شهرستان مشگین‌شهر | روستا نامعلوم   | ۱۵۰            | ۷              | ۷            | ۳٫۵                 | ۷۵                  |
| کهریز عمومی      | بخش مرکزی شهرستان مشگین‌شهر       | تنبق            | ۱۵۰            | ۹              | ۵            | ۱۰                  | ۱۵۰۰                |
| کوربلاغ          | بخشی نامعلوم در شهرستان مشگین‌شهر | کوربلاغ         | ۱۶۰            | ۱۲             | ۷            | ۱۵                  | ۵۰                  |
| کوربلاغ          | بخشی نامعلوم در شهرستان مشگین‌شهر | روستا نامعلوم   | ۳۵۰            | ۲۵             | ۷            | ۱                   | ۱۵                  |